# Фолинг Вотер (Тенеси)
Фолинг Вотер (енгл. Falling Water) насељено је место без административног статуса у америчкој савезној држави Тенеси.

## Демографија
По попису из 2010. године број становника је 1.232.
| Група             | 2000.    | 2010.         |
| Белци             | 0 (0,0%) | 1.205 (97,8%) |
| Афроамериканци    | 0 (0,0%) | 4 (0,3%)      |
| Азијати           | 0 (0,0%) | 7 (0,6%)      |
| Хиспаноамериканци | 0 (0,0%) | 6 (0,5%)      |
| Укупно            | 0        | 1.232         |